# Накаминэ, Хисааки
Хисаа́ки Наками́нэ (яп. 中峰 寿彰, известен также и как Тосиа́ки Наками́нэ; род. 30 января 1961, Сибецу) — японский кёрлингист.
В составе мужской команды Японии принимал участие в соревнованиях по кёрлингу на зимних Олимпийских играх 1998, где команда Японии заняла пятое место.
Двукратный серебряный призёр Тихоокеанско-азиатских чемпионатов, трёхкратный чемпион Японии среди мужчин.

## Достижения
- Тихоокеанско-азиатский чемпионат по кёрлингу: серебро (1992, 1997).
- Чемпионат Японии по кёрлингу среди мужчин: золото (1997, 1998, 1999), серебро (2011), бронза (1989).

## Команды
| Сезон   | Четвёртый        | Третий            | Второй           | Первый           | Запасной                              | Турниры            |
| ------- | ---------------- | ----------------- | ---------------- | ---------------- | ------------------------------------- | ------------------ |
| 1988—89 | Хисааки Накаминэ | Yasuhiro Hatanaka | Kazuhiro Houmura | Koji Toki        | Akihiko Sasaki                        | ЧЯМ 1989           |
| 1992—93 | ?                | Хисааки Накаминэ  | ?                | ?                |                                       | ТАЧ 1992           |
| 1996—97 | Хирофуми Кудо    | Макото Цуруга     | Хироси Сато      | Ёсиюки Омия      | Тосиаки Накаминэ                      | ЧЯМ 1997           |
| 1997—98 | Ёсиюки Омия      | Хирофуми Кудо     | Хироси Сато      | Макото Цуруга    | Хисааки Накаминэ                      | ТАЧ 1997           |
| 1997—98 | Макото Цуруга    | Хироси Сато       | Ёсиюки Омия      | Хирофуми Кудо    | Хисааки Накаминэ тренер: Глен Джексон | ЗОИ 1998 (5 место) |
| 1997—98 | Макото Цуруга    | Хироси Сато       | Ёсиюки Омия      | Хирофуми Кудо    | Тосиаки Накаминэ                      | ЧЯМ 1998           |
| 1998—99 | Хирофуми Кудо    | Макото Цуруга     | Хироси Сато      | Ёсиюки Омия      | Тосиаки Накаминэ                      | ЧЯМ 1999           |
| 2010—11 | Akihiro Yabunaka | Хисааки Накаминэ  | Хирофуми Кудо    | Hidekazu Yotsuji | Kazuhito Houmura                      | ЧЯМ 2011           |

(скипы выделены полужирным шрифтом)